# Somaliströmung

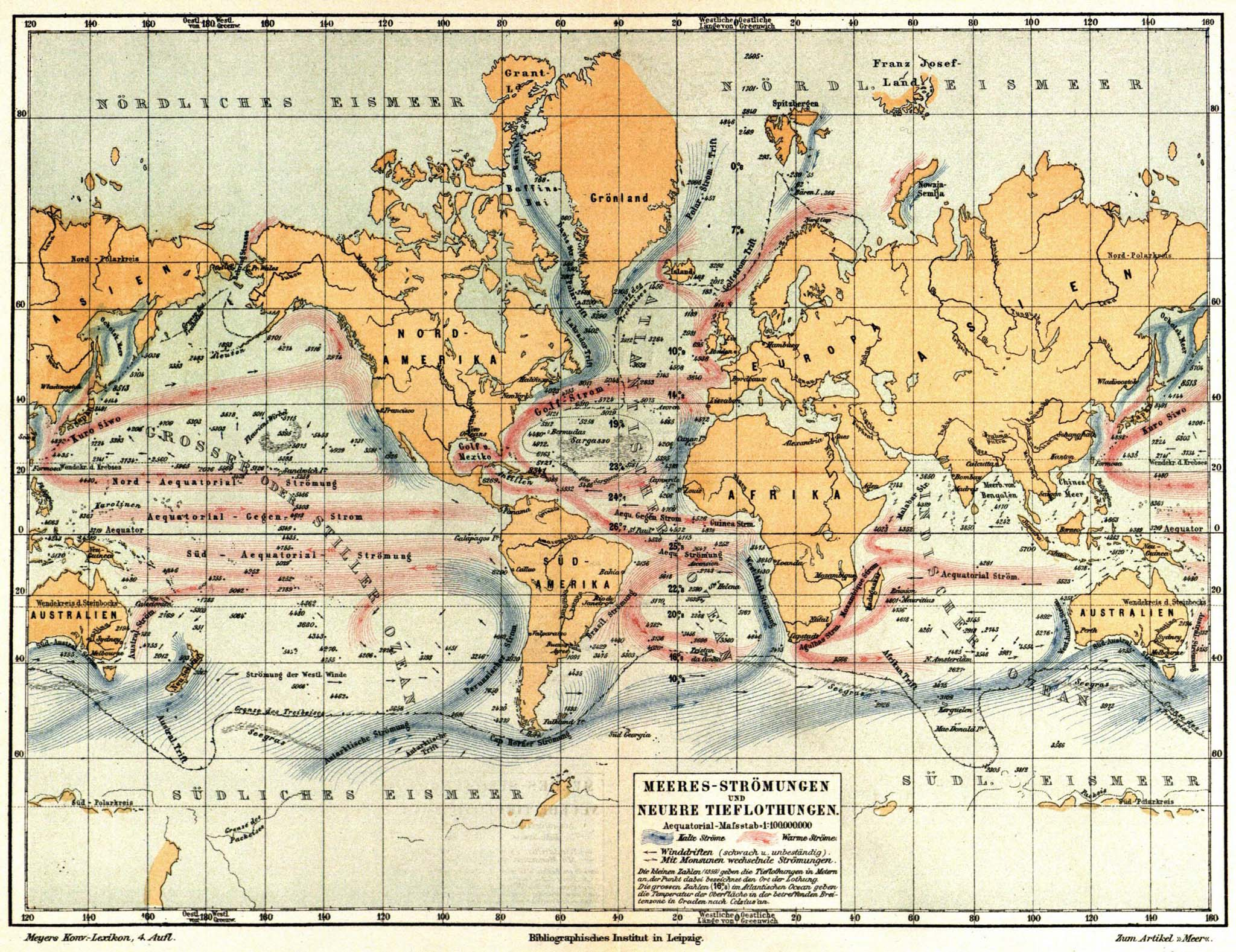
Malabarströmung auf historischer Karte um 1890

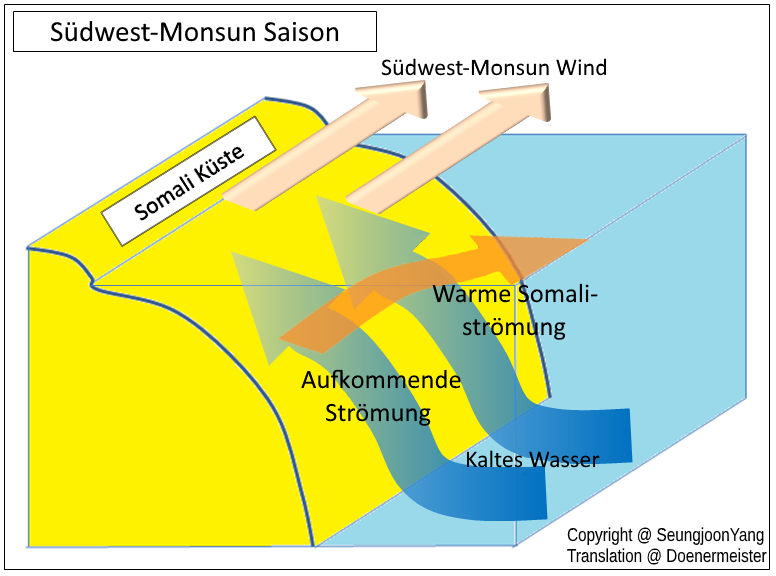
Entstehung der Somaliströmung

Die Somaliströmung (früher Malabarströmung) ist eine warme Meeresströmung an der nordostafrikanischen Küste im Indischen Ozean.
Sie ist das östliche Pendant zum Golfstrom und entsteht vor der Küste Somalias jeweils von Dezember bis März in Richtung des Äquators. Diese Strömung wird stark von Monsunwinden beeinflusst.
Die somalische Strömung ist durch saisonale Veränderungen geprägt, die vom Südwest-Monsun und dem Nordost-Monsun beeinflusst sind. In den Monaten Juni bis September bewegt der warme Südwest-Monsun die Küstengewässer nach Nordosten und schafft so Auftrieb.